# Kursk-krateret
Kursk-krateret er et nedslagskrater i nærheden af byen Kursk i Rusland. 
Diameteren af krateret er seks kilometer og alderen er anslået til at være 250 ± 80 millioner år. På jordoverfladen er der ingen tegn på krateret. Den centrale hævning af krateret er omkring 200 m og det ringformede krater har en dybde på 260 m i forhold til jordoverfladen.